# Dolní Hrachovice
Dolní Hrachovice är en ort i Tjeckien.   Den ligger i regionen Södra Böhmen, i den centrala delen av landet, 70 km söder om huvudstaden Prag. Dolní Hrachovice ligger 513 meter över havet och antalet invånare är 135.
Terrängen runt Dolní Hrachovice är platt åt nordväst, men åt sydost är den kuperad. Terrängen runt Dolní Hrachovice sluttar västerut. Runt Dolní Hrachovice är det ganska glesbefolkat, med 22 invånare per kvadratkilometer. Närmaste större samhälle är Tábor, 12,8 km sydväst om Dolní Hrachovice. Omgivningarna runt Dolní Hrachovice är en mosaik av jordbruksmark och naturlig växtlighet.